# Графи Цельські

Герб Ульріха II Цельського

Графи Цельські (словен. Celjski grofje) або графи фон Ціллі (нім. Grafen von Cilli) або ж Ціллеі (угор. cillei grófok) були найвпливовійшою феодальною династією пізнього середньовіччя на території сучасної Словенії. Посталі як васали Габсбургів у Штирійському герцогствц, вони керували графством Цельє (Ціллі) як безпосередні імперські графи (Reichsgrafen) з 1341 року та піднялися до статусу князів Священної Римської імперії у 1436 році. Були пов'язані шлюбними союзами з впливовими феодальними та правлячими династіями Угорщини, Польщі, Боснії, Хорватії, Сербії та Богемії (Чехії).

## Історія

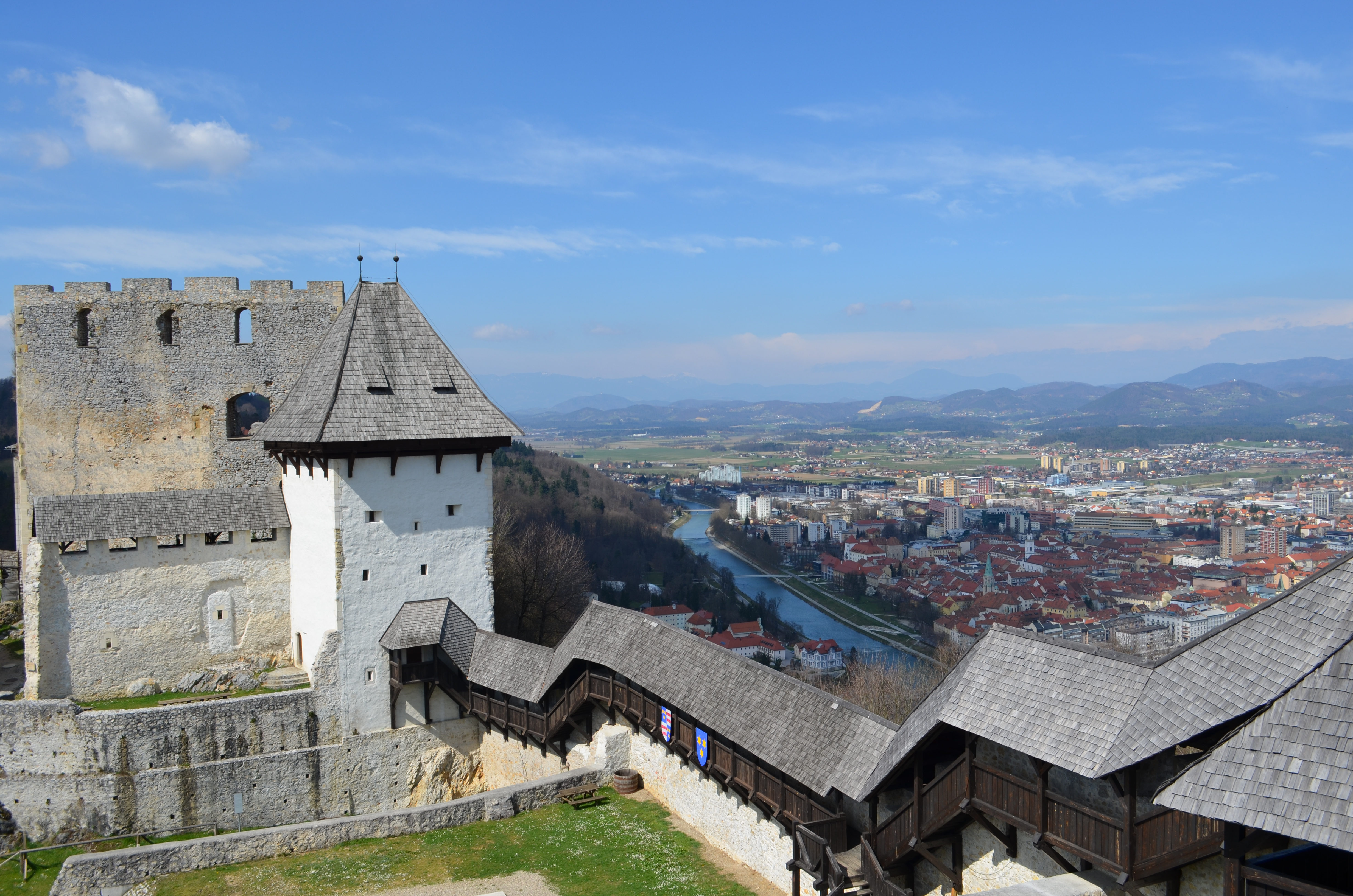
Замок Цельє

Володарі замку Жовнек/Саннек (нім. Sanneck) на річці Савінья в Нижній Штирії вперше згадуються близько 1123/30 рр. Їхні предки можливо були родичами святої Емми Ґуркської (нім. Hemma von Gurk), родички імператора Генріха II, яка тримала у цій місцевості великі маєтки. Фортеця нібито вже була побудована за часів Карла Великого, як оплот проти аварів.

### Графи
Леопольд з Саннека з'явився як прибічник короля Рудольфа I Габсбурга у битві під Дюрнкрутом 1278 року. На початку XIV-го століття пани Саннека об'єдналися з австрійськими Габсбургами в їхньому конфлікті проти герцога Генріха Хорутанського щодо Богемського королівства, що зробило їх габсбурзькими васалами в 1308 році. Брат Леопольда Фрідріх у шлюбі успадкував великі володіння покійних графів Гойнбургів в 1322 році; Цельські володіння стали власністю династії в 1333 році, після кількох років протистояння з графом Ульріхом V Пфаннбергом та низкою інших шляхетських родів. Фрідріх нарешті переміг за підтримки Оттона IV, габсбурзького герцога Штирії. У 1332 році він став правителем Карніольскої і Словенської марки та був піднесений імператором Людовиком IV в Мюнхені до графського статусу в 1341 р., отримавши титул фон Цильє  або фон Ціллі, що походить від замку Цельє.
За короткий проміжок часу цельські графи оволоділи більш ніж 20 замками по всій території сучасної Словенії і за її межами через шлюби своїх дочок. З набуттям великих маєтків у прилеглих Штирійському і Каринтійському герцогствах, а також на територіях Угорського королівства (у тому числі в Хорватії і Славонії), їхній вплив піднявся, і вони стали однією з найпотужніших родин регіону. Граф Ульріх I з Ціллі, командуючий найманцями, приєднався до короля Людовика Анжуйського у його кампанії 1354 року в Далмації і, незабаром після цього, до коронації Rex Romanorum  Карла IV в Римі. Його син Вільгельм одружився з Анною Польською, дочкою польського короля Казимира Великого. Графи Ціллі були пов'язані шлюбами з правителями Боснії, польськими та угорськими королями. Також через Барбару Ціллі графи були споріднені з королями Богемії.

### Імперські князі

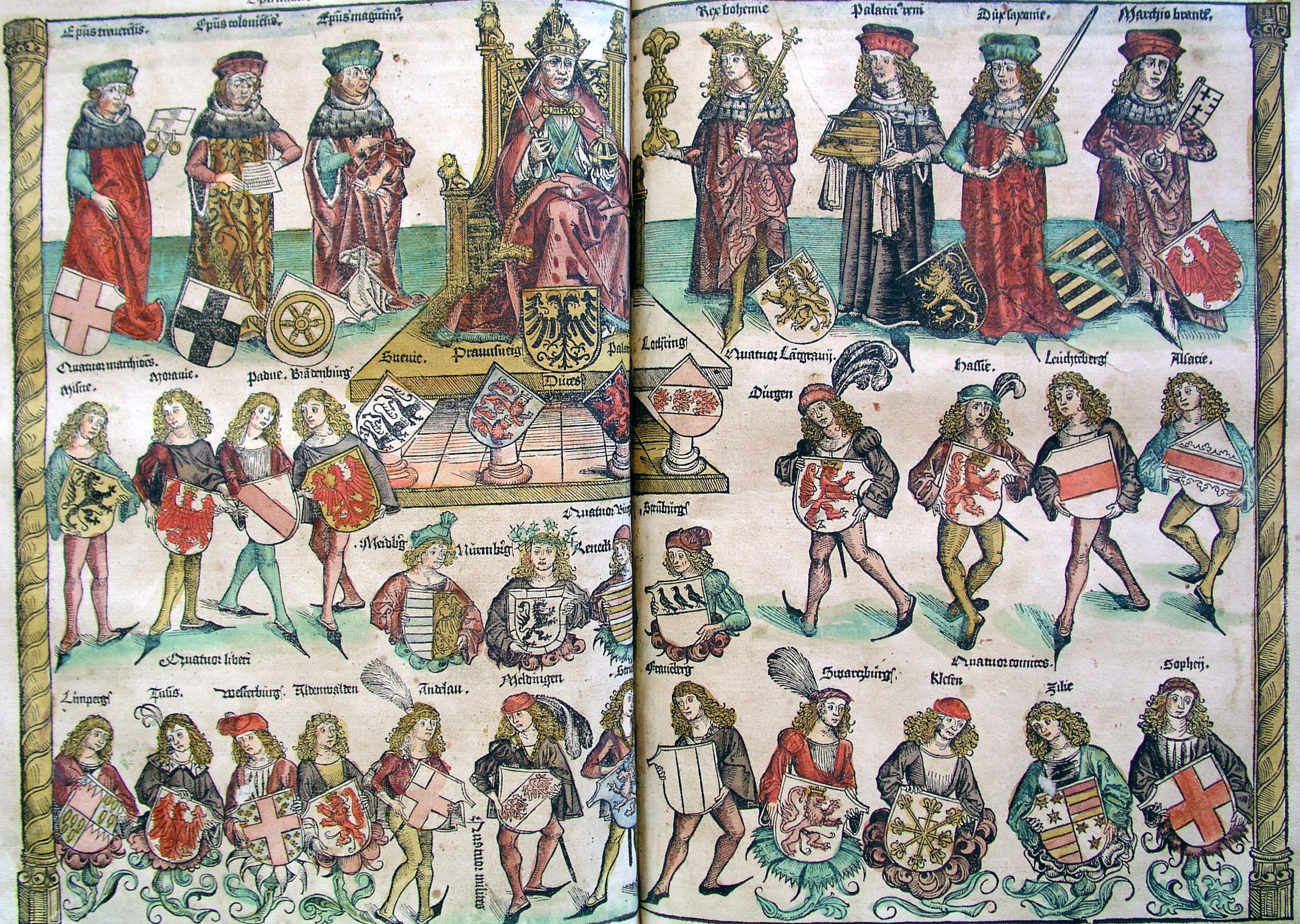
Графи Ціллі (нижній ряд, другий праворуч) в структурі Священної Римської імперії

Їх швидкий підйом продовжувався після битві при Нікополі 1396 року проти Османської імперії, де граф Герман II Цельський врятував життя королю Угорщини Сигізмунду I Люксембургу, сину покійного імператора Карл IV. В якості нагороди король подарував (1397—99) місто Вараждин, графство Загір'я і багато маєтків у Хорватії. У 1401 р. графи Ціллі були серед прибічників Сигізмунда проти угорських магнатів. Їхній союз з Імператорським домом Люксембургів став ще ближчим через шлюб дочки Германа Барбари Ціллі з королем у 1405 році. Цьому шлюбу сприяв і той факт, що у жилах Ціллі текла кров хорватських магнатів Шубичів, боснійських королів Котроманичів та угорських Арпадів, що мало зміцнити позиції Сигізмунда в Угорщині. Перед тим у 1402 році граф Герман видав свою племінницю Анну Цельську за короля Польщі Владислава II Ягайла, цьому сприяло те, що Анна через свою матір Анну Польську була онукою короля Казимира III з П'ястів. У 1418 році граф Герман II успадкував каринтійські і карніольські маєтки вимерлих графів Ортенбург.
У 1410 році Сигізмунд був обраний римським королем і був коронований як імператор Священної Римської імперії в 1433 р. У 1436 р. він підняв ранг графів Ціллі до імперських князів хоча вони зберегли свій титул граф (нім. Graf, словен. grof). Габсбурги, чиїми найсильнішими суперниками вони стали, відреагували війною, яка тривала до 1443 року, коли було підписано угоду про взаємне спадкування.
Ульріх II, граф Цельський, був найпотужнішим членом сім'ї Ціллі. У 1432 році він одружився з Катериною, дочкою деспота Сербії Джураджа Бранковича. Ульріх мав великий вплив у багатьох дворах, що пояснюється зв'язками сім'ї Ціллі, які з'явились у минулому. Після смерті короля Габсбургів Альбрехта II в 1439 р. він намагався отримати регентство Угорщини, Богемії та Австрії через контроль над молодшим сином Альбрехта Владиславом Посмертним. З такими амбіціями він отримав безліч суперників, таких як впливова угорська сім'я Гуньяді. Після невдалої претензії на боснійську корону, Ціллі отримав деякі території в Хорватії і Славонії, і в 1452 році йому нарешті вдалося змусити імператора Фрідріха III передати Владислава до його утримання. Таким чином, Ульріх II став «де-факто» регентом Угорщини.

### Занепад
У 1456 році після смерті свого суперника Яноша Гуньяді Ульріх II змінив його в ролі генерал-капітана Угорщини. Це ініціювало змову Гуньяді проти Ульріха II, і 8 листопада він був убитий в Белграді людьми Ласло Гуньяді, сина Яноша.
Зі смертю Ульріха ІІ згасла чоловіча лінія графів Ціллі і всі їхні маєтки та майно були передані Габсбургам на підставі угоди про взаємне спадкування.

## Спадщина
Частина їхнього герба — три золоті зірки на блакитному тлі, які пани Саннека успадкували від колись потужних каринтських графів Гойнбургів, були включені до герба Королівства Сербів, Хорватів і Словенців (Югославії) у 1920-х роках і до сучасного словенського герба в 1991 році. Також це теперішній герб міста Целє.